# 海地—美國關係
美海關係指的是美利堅合眾國和海地共和國之間的雙邊關係。
由於海地的位置有可能影響加勒比地區和拉丁美洲的穩定，因此對美國具有重要的戰略意義。美國在历史上認為海地可以在一定程度上影響古巴在加勒比地区的勢力。而海地作為貿易夥伴和毒品交易者的身份使得美國政府認為其對自己具有重要的戰略意義。此外，美國亦拥有大量海地裔的僑民。
根據2012年的「美國全球領導力報告」顯示，79％的海地人贊成美國的領導地位，18％的不贊成，3％的不確定，在美洲受訪國家中居於最高。

## 历史
美国于1776年通过独立战争脱离英国独立，而海地则于1804年独立，但两国正式外交关系的建立则在1862年。

## 外交使團
- 海地駐華盛頓大使館，駐亞特蘭大，波士頓，芝加哥，邁阿密，紐約市和奧蘭多的總領事館。[4]
- 美國駐太子港使館。[5]

## 拓展閱讀
- Arthur Scherr, Thomas Jefferson's Haitian Policy: Myths and Realities. Lanham, MD: Lexington, 2011.
- Joseph-Anténor Firmin, M. Roosevelt, président des Etats-Unis et la République d'Haïti.  Hamilton Bank Note Engraving and Printing Company: New York.  F. Pichon et Durand-Auzias: Paris.  1905. Public domain text available at archive.org.

## 外部連結
- History of Haiti–U.S. relations （页面存档备份，存于）（美國國務院）
- The U.S. Department of State's additional information on Haiti
- The Embassy of the United States of America in Haiti
- Export.gov resources about Haiti （页面存档备份，存于）（美國商務部）